# Cornești, Dâmbovița
Cornesti là một xã thuộc hạt Dâmbovița, România. Dân số thời điểm năm 2002 là 7708 người.